# Gavin Greenaway
Gavin Greenaway (ur. 15 czerwca 1964 w Londynie) – brytyjski kompozytor oraz dyrygent. 
Razem z ojcem Rogerem  Greenaway skomponował muzykę do seriali animowanych: Rodzinka Ness (1984), Jimbo, mały samolot (1986) i Penny Crayon (1989).